# Open Internacional Femení Solgironès 2025
L'Open Internacional Femení Solgironès 2025 è un torneo di tennis giocato sul terra rossa. È la 9ª edizione del torneo, che fa parte della categoria WTA 125 nell'ambito del WTA Challenger Tour 2025. Si gioca al Club de Tennis La Bisbal Centre Esportiu di La Bisbal d'Empordà in Spagna e si svolge dal 31 marzo al 6 aprile 2025.

## Partecipanti al singolare

### Teste di serie
| Nazionalità | Giocatrice                  | Ranking* | Testa di serie |
| ----------- | --------------------------- | -------- | -------------- |
| Germania    | Eva Lys                     | 76       | 1              |
| Paesi Bassi | Arantxa Rus                 | 89       | 2              |
| Argentina   | María Carlé                 | 97       | 3              |
| Ucraina     | Julija Starodubceva         | 108      | 4              |
| Francia     | Diane Parry                 | 109      | 5              |
| Germania    | Jule Niemeier               | 114      | 6              |
|             | Aljaksandra Sasnovič        | 115      | 7              |
| Ungheria    | Panna Udvardy               | 143      | 8              |
| Andorra     | Victoria Jiménez Kasintseva | 151      | 9              |

* Ranking al 17 marzo 2025.

### Altre partecipanti
Le seguenti giocatrici hanno ricevuto una wildcard per il tabellone principale:
- Marina Bassols Ribera
- Aliona Bolsova
- Guiomar Maristany
- Carlota Martínez Círez

Le seguenti giocatrici sono passate dalle qualificazioni:
- Alina Čaraeva
- Kaitlin Quevedo
- Margaux Rouvroy
- Caroline Werner

Le seguenti giocatrici sono entrate in tabellone come lucky loser:
- Celia Cerviño Ruiz
- Ángela Fita Boluda

### Ritiri
Prima del torneo
- Rebeka Masarova → sostituita da  Celia Cerviño Ruiz
- Jule Niemeier → sostituita da  Ángela Fita Boluda

## Partecipanti al doppio

### Teste di serie
| Nazione  | Giocatrice    | Nazione   | Giocatrice   | Ranking* | Testa di serie |
| -------- | ------------- | --------- | ------------ | -------- | -------------- |
| Belgio   | Magali Kempen | Rep. Ceca | Anna Sisková | 167      | 1              |
| Giappone | Nao Hibino    | Cina      | Tang Qianhui | 178      | 2              |

* Ranking al 17 marzo 2025.

### Altre partecipanti
La seguente coppia di giocatrici ha ricevuto una wild card per il tabellone principale:
- Marina Bassols Ribera /  Guiomar Maristany

La seguente coppia di giocatrici è subentrata in tabellone come alternate:
- Darja Semeņistaja /  Nina Stojanović

### Ritiri
Prima del torneo
- Arantxa Rus /  Panna Udvardy → sostituite da  Darja Semeņistaja /  Nina Stojanović

## Campionesse

### Singolare
Darja Semeņistaja ha sconfitto in finale  Dalma Gálfi con il punteggio di 5-7, 6-0, 6-4.

### Doppio
Magali Kempen /  Anna Sisková hanno sconfitto in finale  Darja Semeņistaja /  Nina Stojanović con il punteggio di 7-6(1), 6-1.